# جيمس بينينغتون
جيمس بينينغتون (بالإنجليزية: James Pennington)‏ هو منتج أسطوانات ودي جيه أمريكي، ولد في 1965.

## وصلات خارجية
- جيمس بينينغتون على موقع ميوزك برينز (الإنجليزية)
- جيمس بينينغتون على موقع ميوزك برينز (الإنجليزية)
- جيمس بينينغتون على موقع أول ميوزيك (الإنجليزية)
- جيمس بينينغتون على موقع ديسكوغز (الإنجليزية)
- جيمس بينينغتون على موقع ديسكوغز (الإنجليزية)